# Siniscola

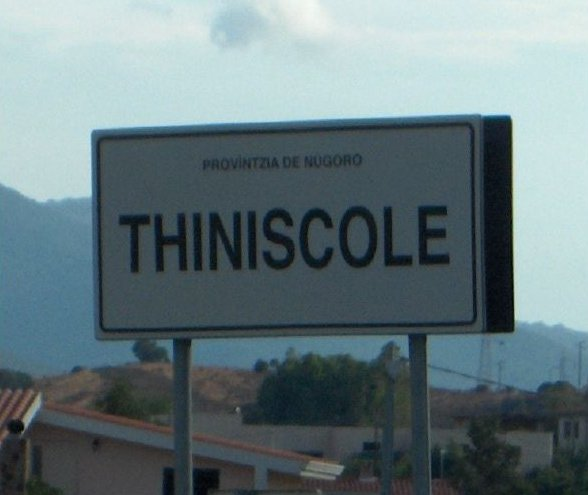
Panneau de signalisation en sarde à Siniscola/Thiniscole.

Siniscola (localement nommée Thiniscole) est une commune italienne de la province de Nuoro, dans la région Sardaigne.

## Administration
| Période                                  | Période | Identité | Étiquette | Qualité |
| ---------------------------------------- | ------- | -------- | --------- | ------- |
|                                          |         |          |           |         |
| Les données manquantes sont à compléter. |         |          |           |         |